# Slimer
Slimer, también conocido como Pegajoso en Latinoamérica y Moquete en España, es un personaje ficticio de la franquicia de cine y televisión Los cazafantasmas.

## Historia

### En los filmes
Slimer aparece en las tres películas de Cazafantasmas, en la primera es el Poltergeist que aterroriza en un hotel de lujo -el primer caso formal de los Cazafantasmas como organización privada- pero luego escapa cuando Walter Peck desconecta la unidad contenedora. En la segunda simplemente tiene apariciones breves y de escaso protagonismo, por ejemplo comiendo la comida de los Cazafantasmas (algo que haría muchas veces a lo largo de la serie animada) y conduciendo una unidad de transporte colectivo en la que Louis Tully viajaría. Tampoco tenía nombre oficial en ninguna de las películas, sin embargo, en los créditos de la segunda se refieren a él con el nombre dado en la serie animada.

### En la serie
Como usualmente ocurre, las series animadas de acción tienen un personaje cómico y caricaturesco. En el caso de Los Verdaderos Cazafantasmas era Slimer quien fue adoptado como la mascota del equipo.
Según relatara Peter a una reportera, en el episodio Citizen Ghost, la decisión de adoptar a Slimer como parte del equipo sucedió tras la derrota de Gozer. Después de salvar a la ciudad los cazafantasmas debieron desechar sus uniformes ya que estaban contaminados con el ectoplasma del dios sumerio, ignorando que esto ayudaría a que se convirtieran en copias sobrenaturales y malignas de ellos. Paralelamente descubrirían que Slimer se había fugado después que Walter Peck desactivara la unidad de contención, por lo que Egon, Peter y Winston intentaron recapturarlo, pero Ray simpatizó con él y lo ayudó a esconderse. 
Cuando los Cazafantasmas debieron enfrentar desarmados a sus dobles, Slimer por iniciativa propia, provocó a las copias para que lo atacaran a él y se debilitaran al gastar su energía, esto permitió a los humanos derrotarlos. En agradecimiento por salvarlos y tras comprender que no era una entidad dañina el cuarteto aceptó cobijarlo en la estación y permitirle ser parte del grupo.
A partir de la cuarta temporada el show fue rebautizado Slimer y Los Verdaderos Cazafantasmas, el tono oscuro y tétrico de la serie original fue siendo gradualmente dejado atrás volviéndose cada vez más infantil, lo que llevó a la renuncia de casi todo el elenco original de voces. Finalmente, a Slimer se le dio su propia serie de dibujos animados caricaturescos. 
Es uno de los pocos personajes originales en aparecer en Extreme Ghostbusters.

## Personalidad
Slimer, como cualquier Poltergeist, es caótico y desordenado. Produce una ectoplasma viscosa, es extremadamente glotón y sucio, se asusta con facilidad y no suele llevarse bien con los de su especie. Su mejor amigo dentro de los Cazafantasmas es Ray, pero se lleva bien con todos los Cazafantasmas excepto Peter (aunque Peter en el fondo, lo estima). Probablemente siente atracción con Janine a quien besa en la boca -llenándola de viscosidad aunque ella no quiera-. Tiene muchas características propias de un niño, y es mentalmente débil ante otros fantasmas de mayor maldad.
Sin embargo, suele ser útil para las situaciones que requieren la intervención de un ser paranormal, tales como entrar al espectro fantasmal o infiltrarse en lugares donde no tengan acceso los Cazafantasmas -ya sea porque estén custodiados o sean físicamente inaccesibles para un ser humano-. Por ejemplo, en el capítulo Russian About voló a una altísima velocidad para colectar un ítem mágico que se encontraba hasta el otro extremo del mundo.